# شوکت میرضیایف
شوکَت میرامانوویچ میرضیایف (به ازبکی: Шавкат Миромонович Мирзиёев) (زاده ۲۴ ژوئیه ۱۹۵۷) سیاستمدار و رئیس‌جمهور ازبکستان از ۲۰۱۶ است. وی پیش از این از سال ۲۰۰۳ تا ۲۰۱۶، نخست‌وزیر ازبکستان بود.
وی در ۱۲ دسامبر ۲۰۰۳ توسط اسلام کریموف نامزد پست نخست‌وزیری شد و مجلس عالی ازبکستان او را تأیید کرد. او تا دسامبر ۲۰۱۶ این پست را در اختیار داشت.
پس از مرگ رئیس‌جمهور پیشین اسلام کریموف او با شرکت در انتخابات ریاست‌جمهوری ۲۰۱۶ با ۸۸٫۶٪ آرا به ریاست‌جمهوری ازبکستان رسید. پس از او نعمت‌الله یولداشف نخست‌وزیر این کشور شد.
از زمان آغاز ریاست‌جمهوری میرضیایف، روابط ازبکستان با کشورهای همسایه آن بهبود یافته‌است.

## پیشینه
«شوکت میرضیایف» در تاریخ ۲۴ ژوئیه سال ۱۹۵۷ میلادی در ناحیه زامین استان جیزک در خانواده‌ای پزشک به دنیا آمده‌است.
وی در سال ۱۹۸۱ میلادی در رشته مهندسی مکانیک از مؤسسه مهندسی آبیاری و مکانیزه کشاورزی تاشکند فارغ‌التحصیل و از همان سال به عناوین مختلفی از قبیل کارمند جزء علمی، کارمند ارشد علمی، دانشیار و معاون رئیس این انستیتو در امور آموزشی فعالیت کرده‌است.
در سال ۱۹۹۰ میلادی به‌عنوان نماینده شورای عالی جمهوری ازبکستان انتخاب شد و سمت رئیس کمیسیون‌های اعتبارنامه‌ها را بر عهده گرفت.
وی در سال ۱۹۹۲ میلادی به سمت شهردار ناحیۀ میرزا الغ‌بیک شهر تاشکند منصوب شد و در سال‌های ۱۹۹۶ تا ۲۰۰۱ میلادی به عنوان استاندار استان جیزک و پس از آن تا سال ۲۰۰۳ میلادی به عنوان استاندار استان سمرقند فعالیت نموده و در رشد اجتماعی و اقتصادی نواحی و استان‌های یادشده سهم بزرگی داشته‌است.
همزمان با فعالیت در قوه مجریه در سال‌های ۱۹۹۵ تا ۲۰۰۳ میلادی به‌عنوان نماینده مجلس عالی جمهوری ازبکستان در امر تدوین و تصویب اسناد مهم و قوانین مبنی بر رشد سیاسی، اجتماعی و اقتصادی و اجرای اصلاحات دموکراتیک در کشور به‌طور فعال حضور داشت.
میرضیایف در سال ۲۰۰۳ میلادی به‌عنوان نخست‌وزیر ازبکستان منصوب شد و پس از آن نیز ۳ بار دیگر در سال‌های ۲۰۰۵، ۲۰۱۰ و ۲۰۱۵ میلادی توسط مجلس عالی این کشور در این سمت ابقا شد.
وی از روزهای اول استقلال ازبکستان مورد اعتماد «اسلام کریموف» نخستین رئیس‌جمهور این کشور قرار گرفت و به‌عنوان همکار و هم‌فکر در کنار وی به‌طور فداکارانه فعالیت می‌کرد.
در تاریخ ۸ سپتامبر سال ۲۰۱۶ میلادی (۱۸ شهریور ماه سال ۱۳۹۵) بر اساس مصوبه نشست مشترک مجلس سنا و مجلس عالی ازبکستان، میرضیایف نخست‌وزیر این کشور به سمت رئیس‌جمهور موقت منصوب گردید.
وی متأهل است و دارای ۲ دختر، یک پسر و ۵ نوه می‌باشد.